# East End, Arkansas
East End är en ort (CDP) i Saline County, i delstaten Arkansas, USA. Enligt United States Census Bureau har orten en folkmängd på 6 998 invånare (2010) och en landarea på 51,9 km².